# Epimelitta acutipennis
Epimelitta acutipennis är en skalbaggsart som beskrevs av Fisher 1947. Epimelitta acutipennis ingår i släktet Epimelitta och familjen långhorningar.
Artens utbredningsområde är Guyana. Inga underarter finns listade i Catalogue of Life.